# Sieg (Motorradhersteller)

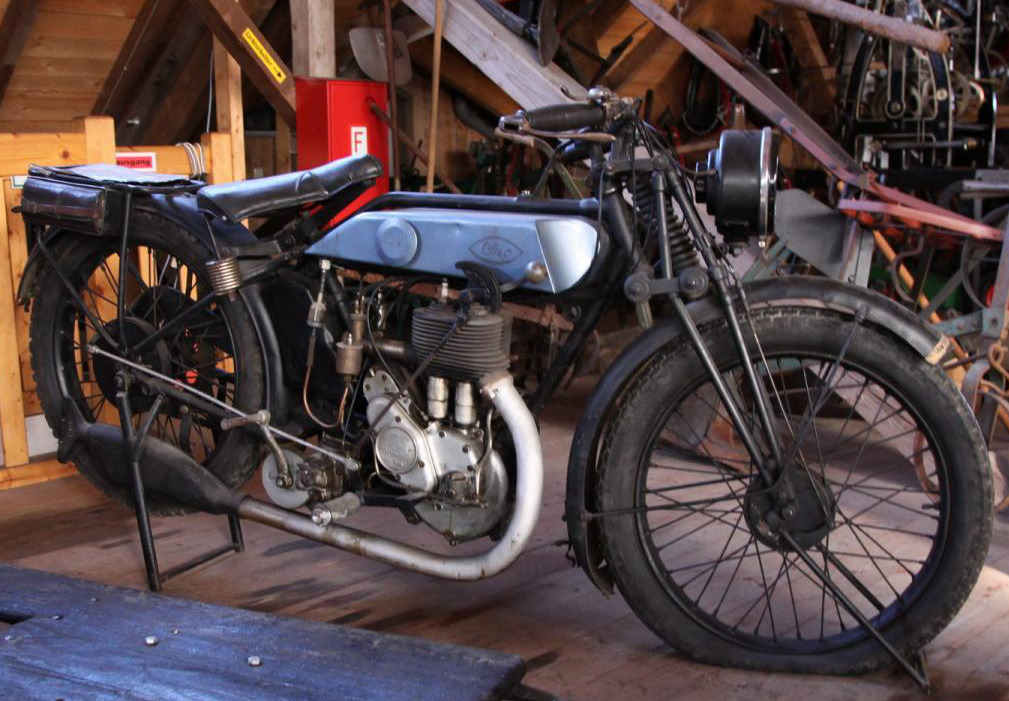
Sieg (1927) mit 500-cm³-Columbus-Motor und 12 PS Leistung im Technikmuseum Freudenberg. Eines der wenigen erhaltenen Exemplare.

Sieg war ein deutscher Motorradhersteller, der von 1922 bis 1930 Motorräder in Dahlbruch im Kreis Siegen baute. Als Konfektionär bezog die H. Jüngst GmbH Zwei- und Viertaktmotoren von DKW, Cockerell, IlO, Villiers, J.A.P., Blackburne, Columbus sowie M.A.G. und baute diese in Fahrgestelle von Gruhn und Difra ein; ab 1926 nur auf Bestellung. Sieg wurde – wie viele andere Kleinkonfektionäre – von der Weltwirtschaftskrise hart getroffen und stellte die Produktion 1930 ein.

„Der Name »Sieg« traf nicht ganz zu, denn diese Maschinen waren weder in technischer noch in kommerzieller und sportlicher Beziehung besonders siegreich.“

Die Firma konnte einige sportliche Erfolge aufweisen. So fuhr der älteste Sohn Harald Jüngst im Alter von 16 Jahren beim 2. Marburger Bergrennen 1925 auf den 1. Platz in der Klasse bis 150 cm³. Für sportliche Fahrer gab es ein Modell Sieg Sport mit 350-cm³-Blackburne-OHV-Motor, welche mit speziellen Sprit-Gemisch betrieben werden konnten.

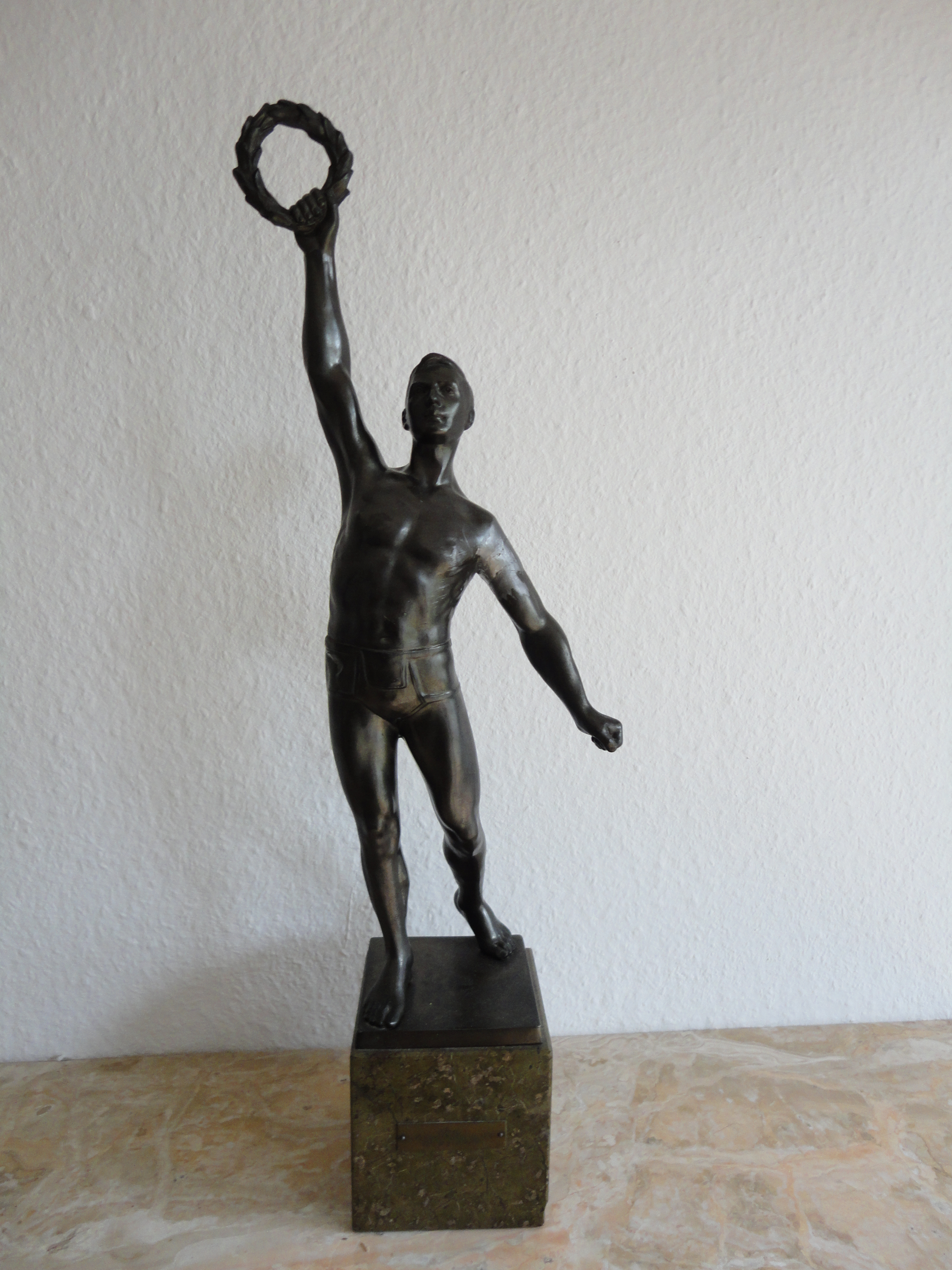
Siegerpokal vom 2. Marburger Bergrennen

Es sind heute noch mindestens drei Motorräder existent, eine 500-cm³-Maschine ausgestellt im Technikmuseum Freudenberg und zwei 150-cm³-Maschinen.